# 夢幻期限
「夢幻期限」（むげんきげん）は、日本の歌手・misonoの9作目のシングル。

## 概要
- 前作「十人十色」から約2か月ぶりのシングル。
- 今作はダンス&ロックをテーマに新たな新境地を切り拓く企画「ROCKプロジェクト」の第3弾作品として、音速ラインを迎えて制作された[注 1][1]。
- 今作のインストゥルメンタルバージョンは表題曲のみで、カップリング曲のインストゥルメンタルバージョンは未収録となった。
- 表題曲はフジテレビ系列『孝太郎Wキッチン』及び『志村けんのだいじょうぶだぁII』のエンディングテーマに起用された。ダブルタイアップ並びに『志村けんのだいじょうぶだぁII』のタイアップを手掛けるのは「挫折地点」以来2作ぶりとなった。
- ジャケットの異なるCD+DVD規格とCD規格の2形態で発売され、DVDには表題曲のビデオクリップと今作のスポットCM、misonoからのコメント映像が収録された。

## 収録曲
| 全作曲: 藤井敬之。 |                             |           |            |                           |      |
| #                  | タイトル                    | 作詞      | 作曲・編曲 | 編曲                      | 時間 |
| 1.                 | 「夢幻期限」                | misono    | 藤井敬之   | 音速ライン、棚橋"UNA"信仁 | 4:20 |
| 2.                 | 「ラストソング」            | misono    | 藤井敬之   | 音速ライン                | 4:26 |
| 3.                 | 「夢幻期限 -instrumental-」 |           | 藤井敬之   | 音速ライン、棚橋"UNA"信仁 | 4:20 |
| 合計時間:          | 合計時間:                   | 合計時間: | 合計時間:  | 13:06                     |      |

### 解説
1. 夢幻期限
2. ラストソング
3. 夢幻期限 -instrumental-
表題曲のインストゥルメンタルバージョン。

## 参加ミュージシャン
- misono：Vocal (#1,2)

support musician
- 音速ライン
  - 藤井敬之：Guitar (全曲)、Organ (#2)
  - 大久保剛：Bass (#1,3)
- 吉田良文：Drums (#1,3)
- 棚橋"UNA"信仁：Programming (#1,3)

## タイアップ
- フジテレビ系列料理番組『孝太郎Wキッチン』エンディングテーマ (#1)
- フジテレビ系列バラエティ番組『志村けんのだいじょうぶだぁII』第110回〜114回エンディングテーマ (#1)

## 収録アルバム
- 生 -say- (#1,2 生ver.)